# Spice Islander I
Le Spice Islander I est un ferry construit en 1967 en Grèce pour une compagnie inconnue. Il a coulé le 10 septembre 2011, entraînant la mort d'un nombre de personnes estimé tout d'abord à 2 976, puis à 1 573 victimes.

## Historique

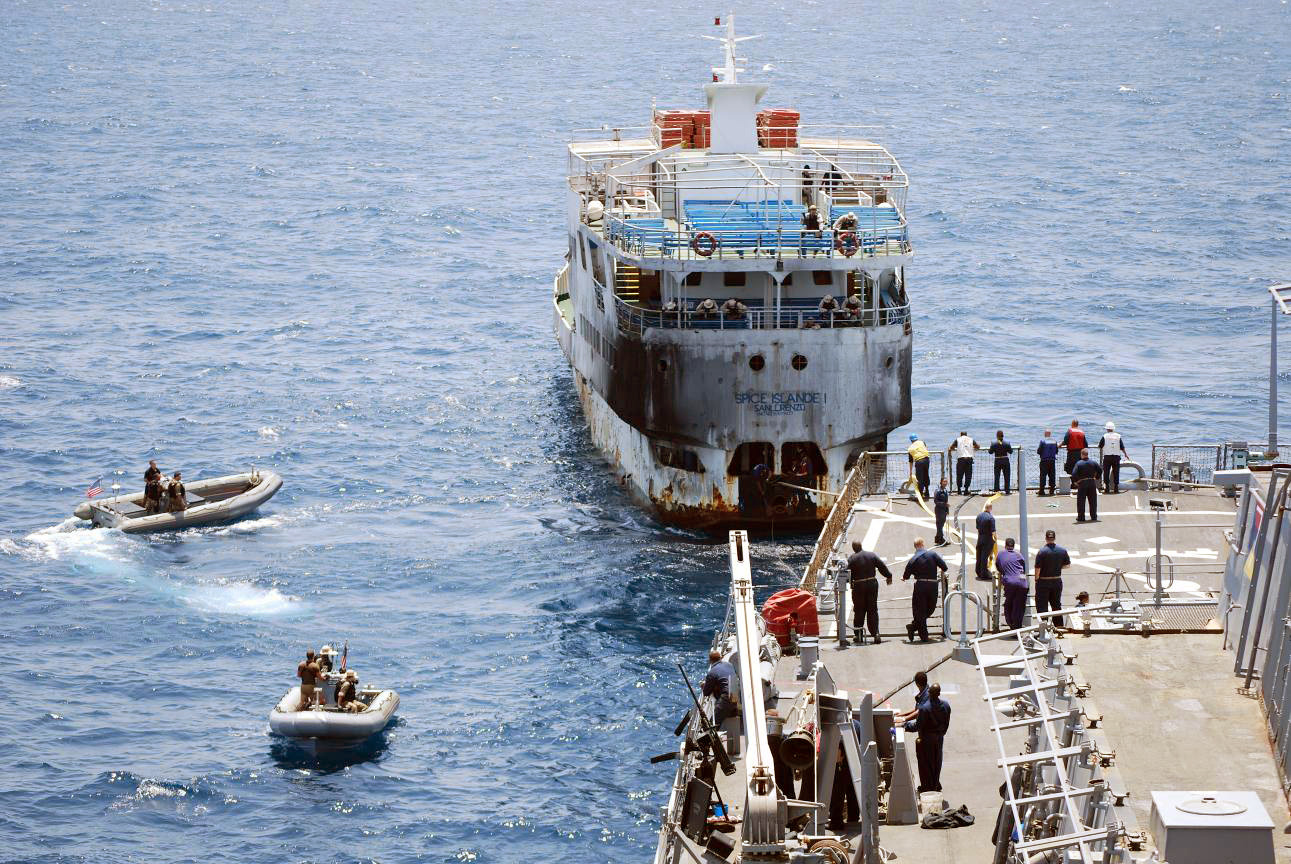
Le Spice Islander I remorqué par l'.

Le Spice Islander I est un ferry construit en 1967 en Grèce pour une compagnie inconnue sous le nom de Marianna. Il est vendu plus tard à la compagnie Thelogos P Naftiliaki. En 1988, le ferry est vendu à la compagnie Apostolos Shipping et devient l'Apostolos P. En 1999, il est vendu à la compagnie Saronikos Ferries et mis en service entre Le Pirée, Égine et Angistri. En 2005, l’Apostolos P est vendu à la compagnie Hellenic Seaways, en gardant son ancien nom. En 2007, il est vendu à la compagnie Makame Hasnuu et devient le Spice Islander I.
Le 25 septembre 2007, alors que le navire effectue un voyage sans passagers, il a des problèmes de moteur à cause de son carburant et doit être pris en remorque par l'USS Stout (DDG-55). Le navire effectuait un voyage entre Oman et la Tanzanie. L'USS Stout offre 30 000 litres de carburant au navire après l'avoir pris en remorque, puis fourni de l'eau et de la nourriture à l'équipage.

### Naufrage
Le 9 septembre 2011 à 21 heures (heure locale), le Spice Islander I quitte Unguja pour Pemba. Le 10 septembre à 1 heure (heure locale), le Spice Islander I coule entre Zanzibar et l'île de Pemba. Une première estimation dénombre 2 976 victimes, mais cette estimation est revu à la baisse avec 1 573 victimes en janvier 2012.